# Saint-Jeanvrin
Saint-Jeanvrin é uma comuna francesa na região administrativa do Centro, no departamento Cher. Estende-se por uma área de 17,1 km². Em 2010 a comuna tinha 153 habitantes (densidade: 8,9 hab./km²).